# Route 215 (Nouvelle-Écosse)
Pour les articles homonymes, voir Route 215.
La route 215 est une route secondaire de la Nouvelle-Écosse d'orientation ouest-est principalement, dans le centre-sud-ouest de la province. Elle dessert le Comté de Hants, et traverse une région mixte, tant boisée qu'agricole qu'aquatique, alors qu'elle suit la rive de la baie de Fundy sur la plupart de son tracé. Elle mesure 121 kilomètres, et est une route pavée sur toute sa longueur.

## Tracé
La 215 débute à Newport Corner, sur la route 1, environ 20 kilomètres au sud-est de Windsor. Elle commence par rejoindre Brooklyn en se dirigeant vers le nord. Elle forme ensuite un court multiplex avec la route 14, puis elle suit la côte de la baie de Fundy et de la baie Cobequid sur plus de 80 kilomètres. Elle suit ensuite la rive ouest de la rivière Shubenacadie pour le reste de sa longueur, pour environ 30 kilomètres. Elle croise finalement la route 102 à sa sortie 10, puis elle se termine à route 2.

## Intersections principales
| Route 215                                      |                |     |                                                  |                               |
| Comté                                          | Location       | km  | Intersection/Destinations                        | Notes                         |
| Comté de Hants                                 | Newport Corner | 0   | R-1, vers R-101, Windsor, Halifax, Mount Uniacke | extrémité sud de la 215       |
| Comté de Hants                                 | Brooklyn       | 7   | R-14 ouest, Windsor, Three Mile Plains, Chester  | début du multiplex avec la 14 |
| Comté de Hants                                 | Brooklyn       | 8   | R-14 est, Centre Rawdon, Milford                 | Fin du multiplex avec la 14   |
| Comté de Hants                                 | Belmont        | 9   | R-236 est, Union Corner, Clarksville             |                               |
| Comté de Hants                                 | Noël           | 71  | R-354 sud, Kennectock, Gore                      |                               |
| Comté de Hants                                 | South Maitland | 99  | R-236, Brookfield, Truro, Doddridge              |                               |
| Comté de Hants                                 | Shubenacadie   | 119 | R-102, Truro, Halifax                            | sortie 10 de la 102           |
| Comté de Hants                                 | Shubenacadie   | 121 | R-2, Brookfield, Fall River, Elmsdale            | extrémité est de la 215       |
| Vert: Multiplex // Gras (colonne km):échangeur |                |     |                                                  |                               |

## Communautés traversées
1. Newport Corner (Début)
2. Brooklyn
3. Belmont
4. Upper Burlington
5. Centre Burlington
6. Lower Burlington
7. Summerville
8. Kempt Shore
9. Cheverie
10. Bramber
11. Cambridge
12. Pembroke
13. Walton
14. East Walton
15. Tennycape
16. Moose Brook
17. Minasville
18. Noël
19. Lake Road
20. East Noel
21. Densmores Mills
22. Noel Shore
23. Lower Selma
24. Stirling Brook
25. Selma
26. Maitland
27. South Maitland
28. Urbanla
29. Admiral Rock
30. Shubenacadie (Fin)